# Georg Stutz
Gustav Georg Stutz (* 27. April 1897 in Pratteln; † 3. April 1961 in Liestal) war ein Schweizer Psychiater.

## Leben

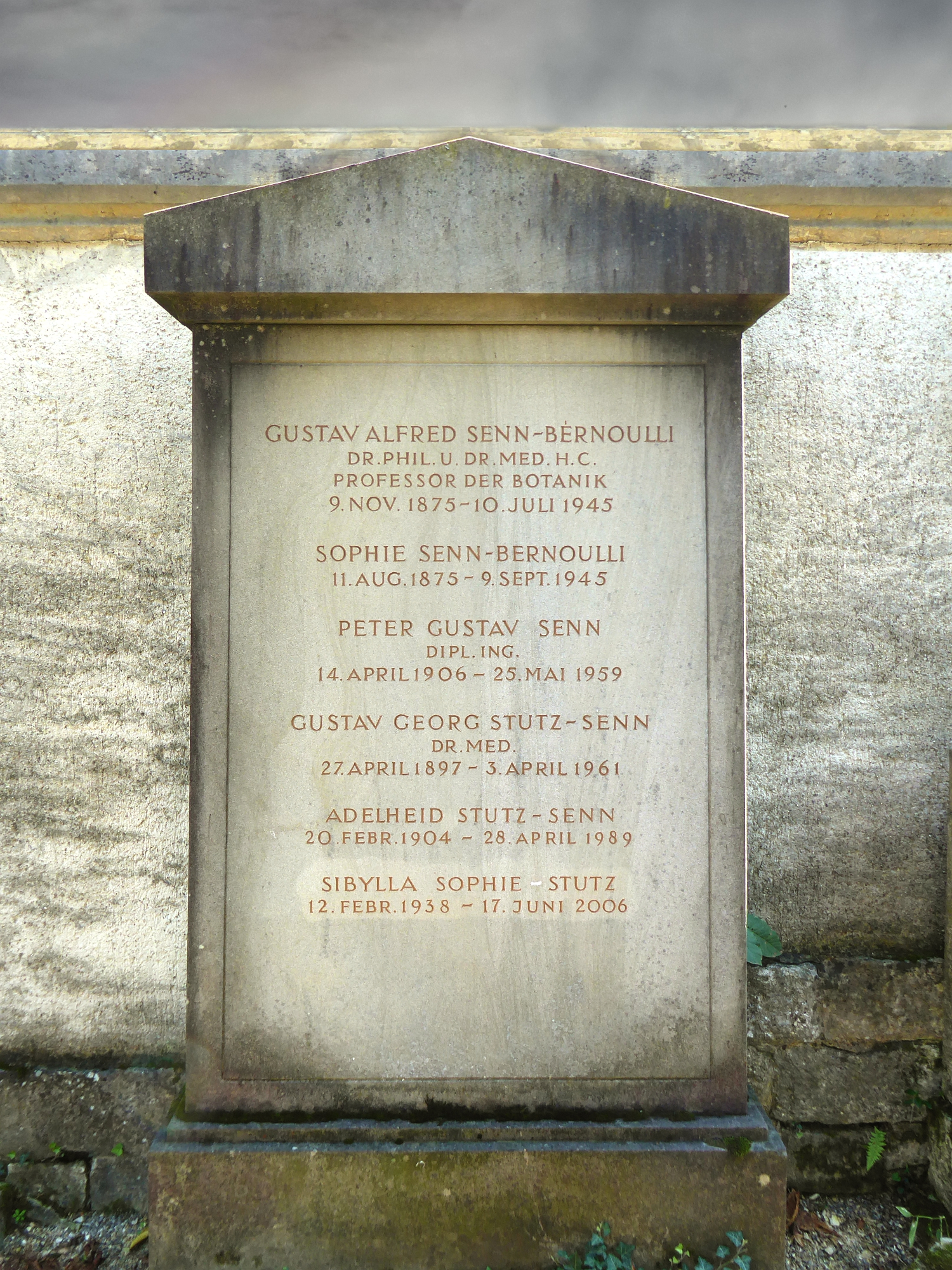
Familiengrab auf dem Friedhof Wolfgottesacker, Basel

Stutz erlangte 1915 die Matura in Basel und studierte Medizin an den Universitäten Basel, Genf und Zürich. 1924 wurde er in Basel promoviert. Seine Weiterbildung in Psychiatrie, aber auch somatischer Medizin, absolvierte er unter anderen im Sanatorium Allerheiligen in Solothurn, wo sein Bruder Fritz Stutz Chefarzt war, und in der Heilanstalt Rheinau. Er wurde Oberarzt an der Psychiatrischen Poliklinik Friedmatt in Basel und übernahm 1926 deren Leitung.
1932 wurde Stutz zum Chefarzt und Leiter der Heil- und Pflegeanstalt Hasenbühl in Liestal berufen, an deren Bau er fortan beteiligt war und die am 1. Juni 1934 eingeweiht wurde. Er setzte auf Insulinschock-, Schlaf-, Dämmerschlaf-, Elektroschock- und Beschäftigungstherapien, auf psychopharmakologische Behandlungen sowie auf psychoanalytische Therapien. Stutz war Anhänger eines sozialpsychiatrischen Ansatzes. Mit der Organisation Familienpflege wurden Patienten in Familien untergebracht. Er war Mitgründer und langjähriger Präsident einer Beratungsstelle für Alkoholgefährdete und 1942 Mitgründer und Sprechstundenbetreuer der Ärztlichen Erziehungsberatungsstelle Baselland.
Sein Nachfolger als Chefarzt wurde 1961 Arnold Tschudin (1913–2003). Stutz war mit  Adelheid, geborene Senn (1904–1989) verheiratet. Sie war die Tochter von Gustav Senn. Zusammen hatten sie drei Kinder. Seine letzte Ruhestätte fand Georg Stutz auf dem Friedhof Wolfgottesacker in Basel.

## Veröffentlichungen (Auswahl)
- Tuberkulose und Dermographismus nebst Bemerkungen über das Verhältnis zwischen vasomotorischer Erregbarkeit und der Pirquet’schen Reaktion. Schwabe, Basel 1924 (Dissertation, Universität Basel, 1924).
- Die «Irrenhäuser» müssen verschwinden! (Gespräch mit Georg Stutz). In: Der Schweizerische Beobachter. 1944, H. 13.